# Organizzazioni terroristiche secondo l'Unione europea
Le organizzazioni terroristiche secondo l'Unione europea sono quei gruppi o quelle entità che sono state riconosciute dall'Unione europea come controllate direttamente o indirettamente da persone che commettono o tentano di commettere atti terroristici, partecipano a questi o ne facilitano l'esecuzione..
Sono altresì ricompresi nella definizione quei gruppi ed entità che agiscono a nome o sotto la guida di tali persone, gruppi ed entità, inclusi i capitali provenienti o generati da beni posseduti o controllati direttamente o indirettamente da tali persone o da persone, gruppi ed entità ad esse associate

## La definizione
Nella posizione comune 2001/931/PESC del 27 dicembre 2001, richiamata anche in atti successivi, l'Unione europea dà una definizione di atti terroristici indicandoli come atti intenzionali che, data la loro natura o il contesto, possono seriamente danneggiare uno Stato o un'organizzazione internazionale, definiti reati in base a leggi nazionali, quando sono commessi con il proposito di: 
- intimidire seriamente la popolazione
- costringere indebitamente i poteri pubblici o un'organizzazione internazionale a compiere o astenersi dal compiere un qualsiasi atto
- destabilizzare gravemente o distruggere le strutture politiche, costituzionali, economiche o sociali fondamentali di un Paese o di un'organizzazione internazionale.

## Lista delle organizzazioni terroristiche
La posizione comune 2005/847/PESC del Consiglio del 29 novembre 2005 ha aggiornato la lista di queste organizzazioni che risultano le seguenti:
- Abu Nidal
- Brigata dei Martiri di al-Aqsa
- al-Aqsa e.V.
- Al-Takfīr wa-l-Hijra
- Aum Shinrikyō
- Babbar Khalsa
- Partito Comunista delle Filippine, incluso il Nuovo Esercito Popolare
- Continuity Irish Republican Army (CIRA)
- Euskadi Ta Askatasuna (ETA), comprendente le organizzazioni: KAS, Xaki, Ekin, Jarrai-Haika-Segi e Gestoras pro-amnistía
- Al-Jama'a al-Islamiyya
- Fronte islamico dei combattenti del grande oriente
- Grupos de Resistencia Antifascista Primero de Octubre/Gruppo di resistenza antifascista 1º ottobre (GRAPO)
- Hamas, incluso Brigate ʿIzz al-Dīn al-Qassām
- Hizbul Mujahideen
- Holy Land Foundation for Relief and Development
- International Sikh Youth Federation
- Solidarietà Internazionale
- Kahane Chai
- Partito dei Lavoratori del Kurdistan (PKK)
- Loyalist Volunteer Force (LVF)
- Mujahidin-e Khalq (MEC o MKO), eccetto il Consiglio Nazionale della Resistenza Iraniana (NCRI)
- Esercito di Liberazione Nazionale/Ejército de Liberación Nacional  (ELN)
- Orange Volunteers (OV)
- Fronte di liberazione della Palestina
- Movimento per il Jihad Islamico in Palestina, altrimenti detto Jihad islamica palestinese (PIJ)
- Fronte Popolare per la Liberazione della Palestina — Comando Generale (FPLP-GC)
- Real IRA
- Brigate Rosse per la costruzione del Partito Comunista Combattente (BR-PCC)
- Red Hand Defenders (RHD)
- Forze Armate Rivoluzionarie della Colombia (FARC), fino al 26 settembre 2016[6]
- Nuclei rivoluzionari/Epanastatiki Pirines
- Organizzazione Rivoluzionaria 17 novembre/Dekati Evdomi Noemvri
- Devrimci Sol o Esercito/Fronte/Partito rivoluzionario popolare di liberazione (DHKP/C)
- Lotta popolare rivoluzionaria/Epanastatikos Laikos Agonas (ELA)
- Partido Comunista Peruano - Sendero Luminoso/Sentiero Luminoso (SL)
- Stichting Al Aqsa (pseudonimo Stichting Al Aqsa Nederland, pseudonimo Al Aqsa Nederland)
- Brigata XX Luglio
- Ulster Defence Association/Ulster Freedom Fighters (UDA/UFF)
- Autodifese Unite della Colombia (AUC)
- Nucleo di iniziativa proletaria rivoluzionaria (risultati inattivi)
- Federazione Anarchica Informale tra cui la cellula Cooperativa artigiana fuoco ed affini — Occasionalmente spettacolare

## Organizzazioni terroristiche riconosciute nel 2001
Nella Posizione Comune 2001/931/PESC erano indicati soltanto i seguenti gruppi:
- Continuity Irish Republican Army (CIRA);
- Euskadi Ta Askatasuna/Tierra Vasca y Libertad/Patria basca e libertà (ETA), comprendente le organizzazioni: K.a.s., Xaki, Ekin, Jarrai-Haika-Segi, Gestoras pro-amnistía;
- Grupos de Resistencia Antifascista Primero de Octubre/Gruppo di resistenza antifascista 1º ottobre (GRAPO)
- Hamas-Izz al-Din al-Qassem (braccio armato di Hamas)
- Loyalist Volunteer Force (LVF)
- Orange Volunteers (OV)
- Jihad islamica palestinese (PIJ)
- Real IRA
- Red Hand Defenders (RHD)
- Nuclei rivoluzionari/Epanastatiki Pirines
- Organizzazione Rivoluzionaria 17 novembre/Dekati Evdomi Noemvri
- Lotta popolare rivoluzionaria/Epanastatikos Laikos Agonas (ELA)
- Ulster Defence Association/Ulster Freedom Fighters (UDA/UFF)